# 11 iulie
ianuarie • februarie • martie  • aprilie  • mai  • iunie  • iulie  • august  • septembrie  • octombrie  • noiembrie  • decembrie
11 iulie este a 192-a zi a calendarului gregorian și a 193-a zi în anii bisecți. Mai sunt 173 de zile până la sfârșitul anului.

## Evenimente

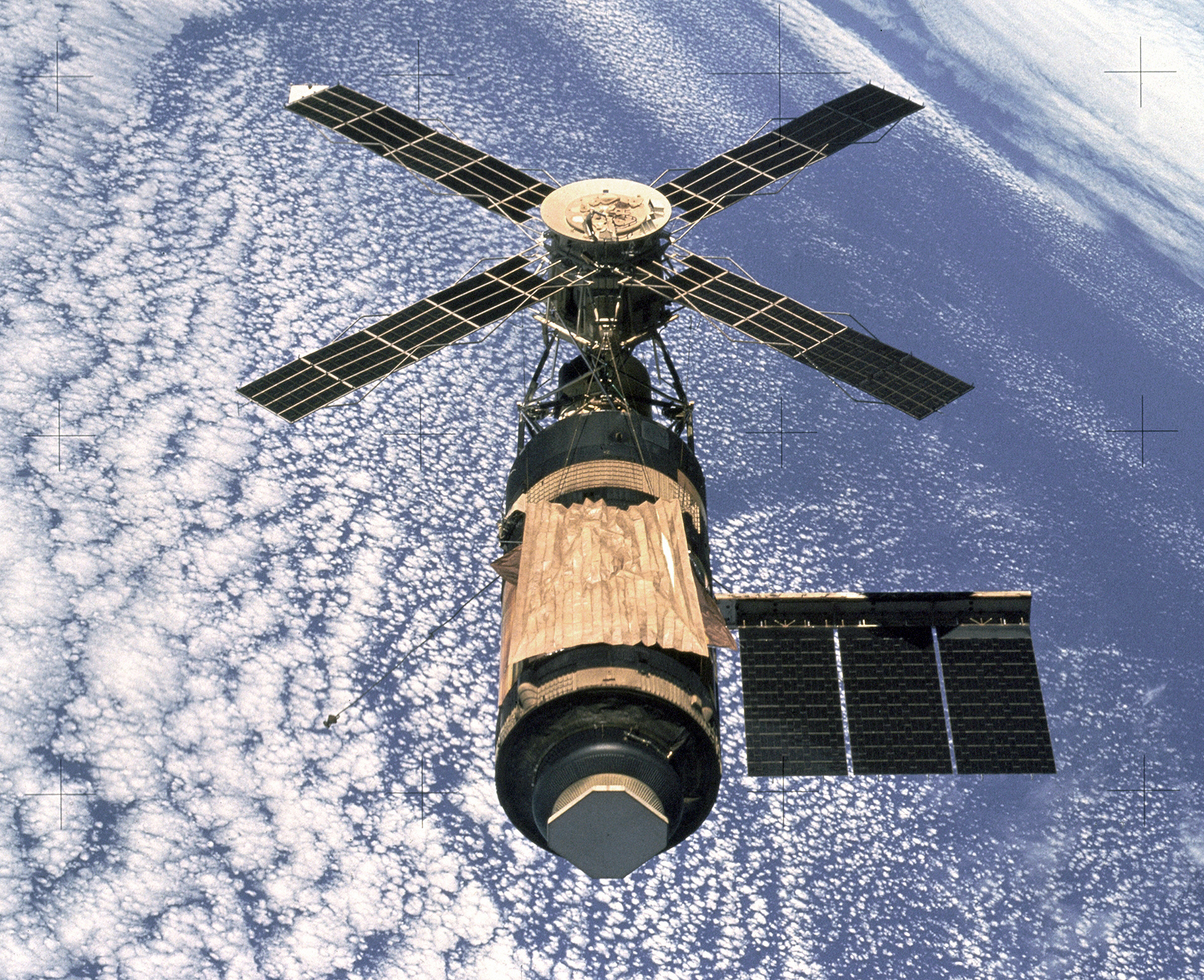
1979: Prima stație spațială a Americii, Skylab, este distrusă la reintrarea în atmosfera Pământului deasupra Oceanului Indian.

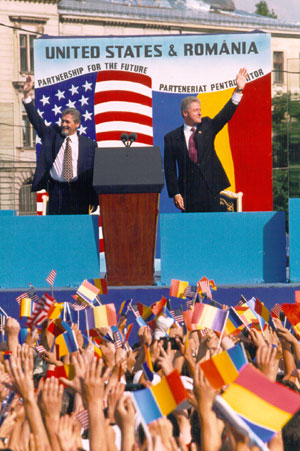
1997: Președintele Statelor Unite, Bill Clinton, vine într-o vizită scurtă de 8 ore la București.

- 0813: Împăratul bizantin Mihail I, amenințat de conspirații, abdică în favoarea generalului său Leon Armeanul și devine călugăr (sub numele de Atanasie).
- 1346: Carol al IV-lea de Luxemburg este ales împărat romano-german.
- 1410: Interregnum otoman: Süleyman Çelebi îl învinge pe fratele său Musa Çelebi în afara capitalei otomane, Edirne.[1]
- 1533: Papa Clement al VII-lea l-a excomunicat pe regele Henric al VIII-lea al Angliei.
- 1576: În timp ce explora Oceanul Atlantic de Nord în încercarea de a găsi Pasajul de Nord-Vest, exploratorul englez Martin Frobisher vede Groenlanda, confundând-o cu ipoteza (dar inexistentă) a insulei „Frisland”.[2]
- 1708: Bătălia de la Oudenaarde: Armata franceză a Ducelui de Vendôme a fost învinsă de armata imperială condusă de Prințul Eugen de Savoia și de către armata britanică condusă de Ducele de Marlborough.
- 1714: Dimitrie Cantemir este ales membru de onoare al Academiei din Berlin.
- 1776: Căptitanul James Cook începe cea de-a treia călătorie. În principal scopul călătoriei a fost o încercare de a descoperi Pasajul de Nord-Vest.
- 1789: În timpul Revoluției Franceze, ministrul de finanțe al regelui Ludovic al XVI-lea, Jacques Necker, este demis, ceea ce duce la Căderea Bastiliei.
- 1801: Astronomul francez Jean-Louis Pons descoperă prima sa cometă. În următorii 27 de ani el a descoperit alte 36 de comete, mai mult decât oricare altă persoană din istorie.
- 1917: Primul război mondial: Bătălia de la Mărăști. Armata a II–a română, comandată de generalul Alexandru Averescu, înfrânge armata germană (11 iulie – 19 iulie).
- 1940: România se retrage din Liga Națiunilor (Societatea Națiunilor).
- 1951: Germania devine Membru UNESCO.
- 1962: Prima transmisie transatlantică de televiziune prin satelit.
- 1973: Zborul Varig 820 al companiei aeriene braziliane Varig se prăbușește lângă Paris, Franța, la 4 km de aeroportul Orly, din cauza fumului din cabină de la un incendiu de la o toaletă. Incendiul a provocat 123 de morți; au fost doar 11 supraviețuitori (zece membri ai echipajului și un pasager). Ca răspuns, FAA interzice fumatul în toaletele avioanelor.
- 1978: Dezastrul Los Alfaques: un camion care transporta gaz lichid se prăbușește și explodează într-un loc de campare de pe coastă din Tarragona, Spania, ucigând 216 turiști.
- 1979: Prima stație spațială a Americii, Skylab, este distrusă la reintrarea în atmosfera Pământului deasupra Oceanului Indian.
- 1983: O aeronavă Boeing 737–200 TAME s-a prăbușit în apropiere de Cuenca, Ecuador, ucigând toți cei 119 pasageri și echipajul de la bord.[3]
- 1991: Eclipsă totală de Soare în Hawaii și Mexico.
- 1995: Trupe sârbo-bosniace condusă Ratko Mladić au invadat localitatea Srebrenica, care se afla sub protecția trupelor ONU.
- 1997: Președintele Statelor Unite, Bill Clinton, vine într-o vizită scurtă de 8 ore la București, ocazie cu care s-a lansat parteneriatul strategic bilateral româno-american. Clinton a fost al doilea președinte american în exercițiu, după Richard Nixon, care a vizitat România. Clinton și Constantinescu au mers în Piața Universității unde au fost întâmpinați de o mulțime impresionantă.
- 1999: Sârbii din Kosovo își suspendă colaborarea cu Forța de menținere a păcii condusă de NATO (KFOR)
- 2012: Astronomii anunță descoperirea S/2012 P 1, a cincea lună a lui Pluto.
- 2021: Richard Branson devine primul civil care a fost lansat în spațiu cu ajutorul navei sale spațiale Virgin Galactic.[4]

## Nașteri
- 1561: Luis de Góngora, poet spaniol și dramaturg (d. 1627)
- 1657: Regele Frederic I al Prusiei (d. 1713)
- 1662: Maximilian al II-lea Emanuel, Elector de Bavaria (d. 1726)
- 1723: Caroline Louise de Hesse-Darmstadt, marchiză de Baden (d. 1783)
- 1723: Jean-François Marmontel, poet francez (d. 1799)
- 1732: Jérôme Lalande, matematician francez și astronom (d. 1807)
- 1738: Prințul Albert de Saxonia, Duce de Teschen (d. 1822)

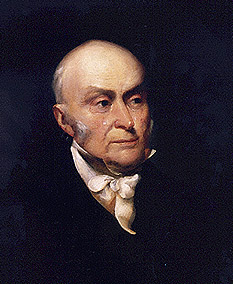
John Quincy Adams, al 6-lea președinte al SUA
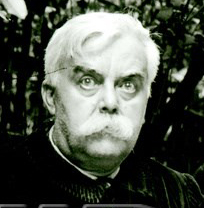
Léon Bloy, scriitor francez
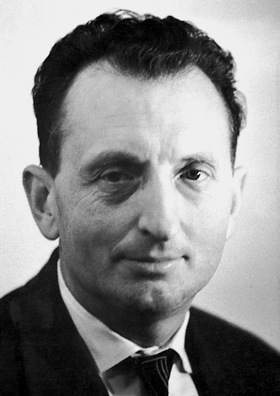
Alexandr Mihailovici Prohorov, fizician rus, laureat Nobel

- 1751: Caroline Matilda de Wales, regină a Danemarcei și Norvegiei (d. 1775)
- 1767: John Quincy Adams, politician american, al 6-lea președinte al SUA (d. 1848)
- 1826: Franz Grashof, inginer german (d. 1893)
- 1834: James McNeill Whistler, pictor american (d. 1903)
- 1846: Léon Bloy, scriitor francez (d. 1917)
- 1866: Prințesa Irene de Hesse (d. 1953)
- 1885: Roger de La Fresnaye, pictor francez (d. 1925)
- 1888: Carl Schmitt, filozof german  (d. 1985)
- 1912: Sergiu Celibidache, dirijor român (d. 1996)
- 1913: Teofil T. Vescan, fizician și pedagog român (d. 1963)
- 1916: Alexandr Mihailovici Prohorov, fizician rus, laureat al Premiului Nobel (d. 2002)
- 1920: Yul Brynner, actor american de origine rusă (d. 1985)
- 1920: Roman Sikorski, matematician polonez (d. 1983)
- 1920: Zecharia Sitchin, scriitor american (d. 2010)
- 1924: Ilie Tudor, scrimer român
- 1924: Alberto Uria, pilot uruguaian (d. 1988)
- 1926: Pierre de Boisdeffre, istoric, diplomat și critic literar francez (d. 2002)
- 1930: Harold Bloom, teoretician de literatură american și critic (d. 2019)
- 1934: Giorgio Armani, designer vestimentar italian

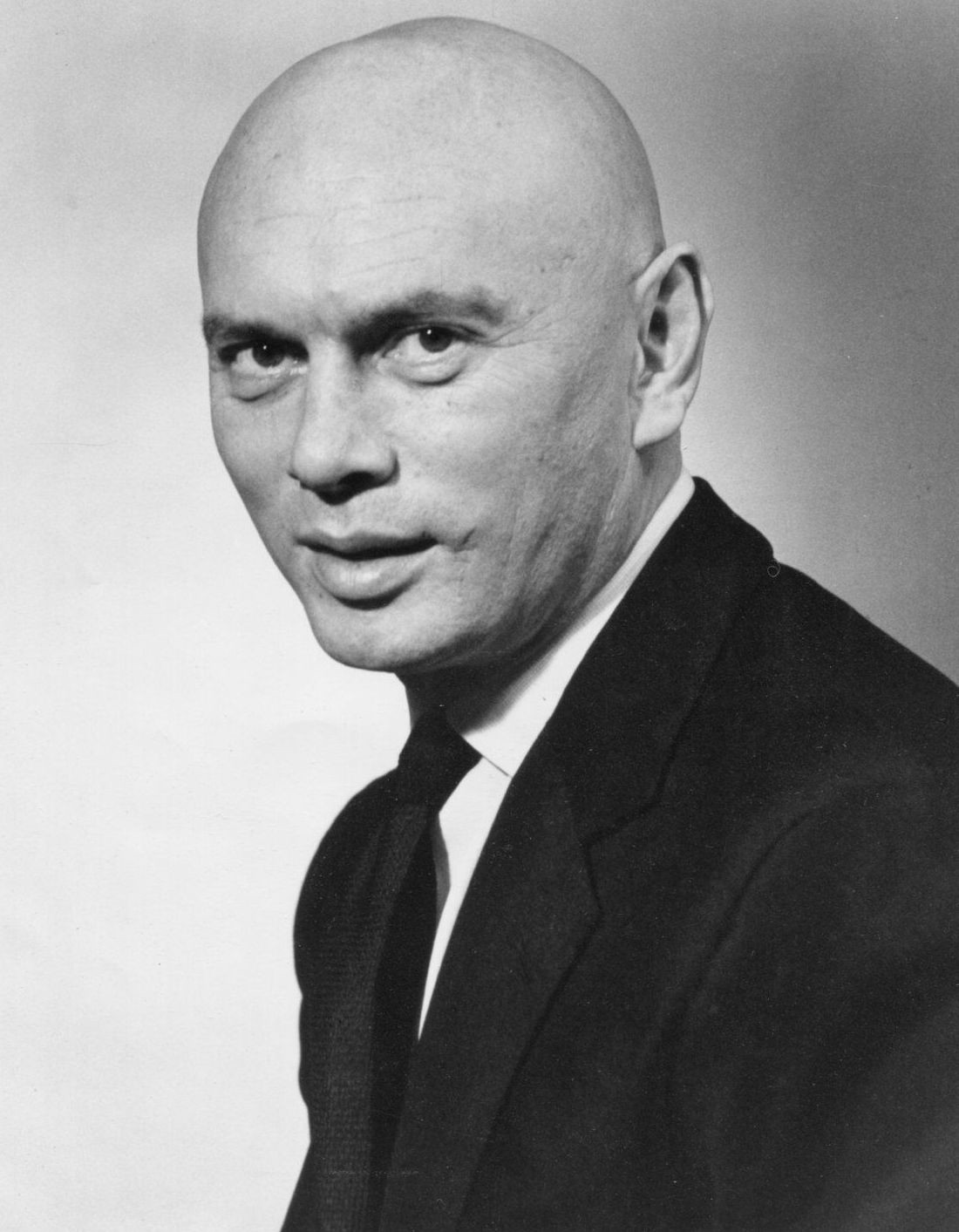
Yul Brynner, actor ruso-american
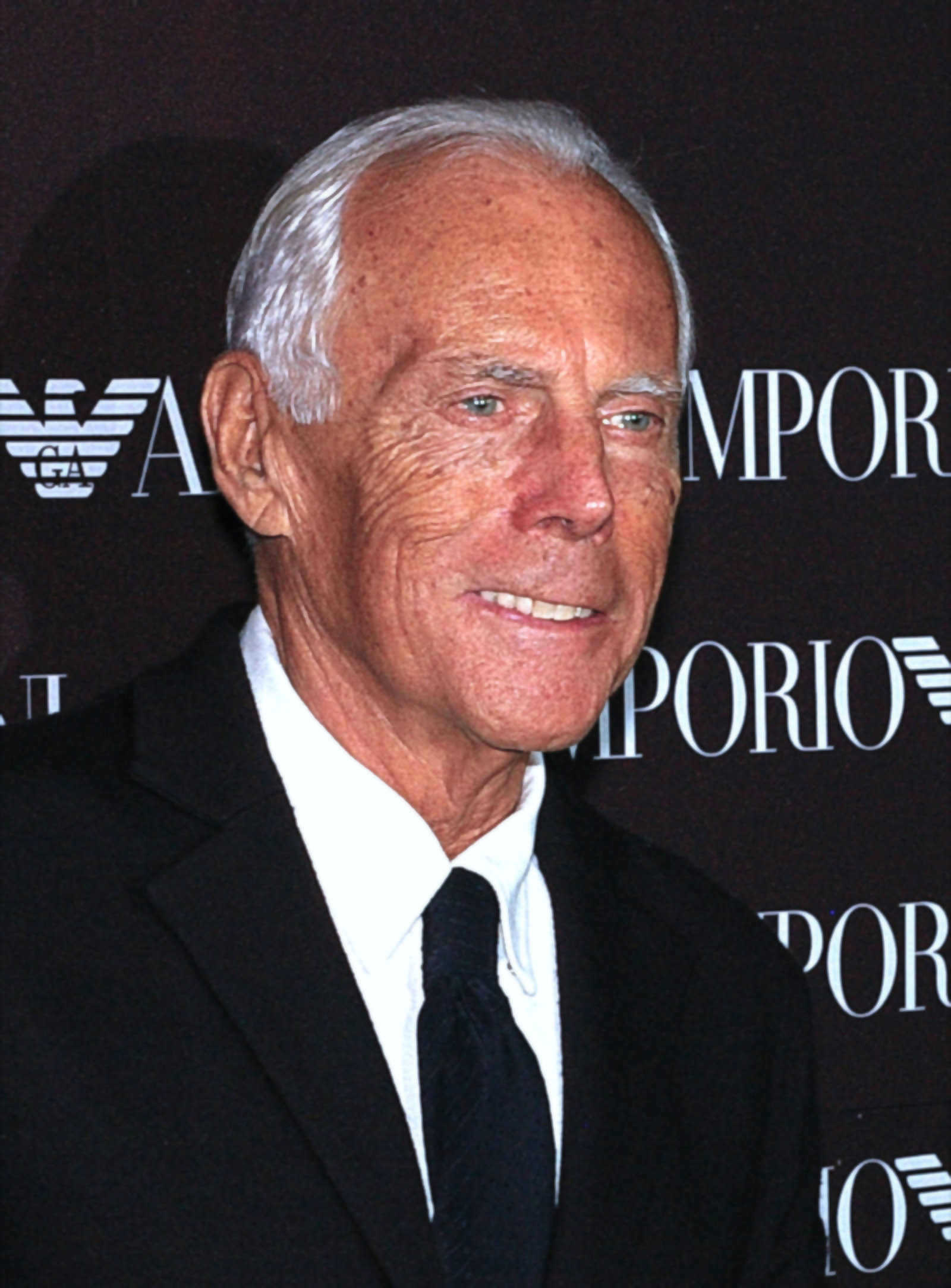
Giorgio Armani, designer vestimentar italian
Caroline Wozniacki, tenismenă daneză, nr.1 mondial timp de 77 de săptămâni

- 1939: Marcu Tudor, politician român (d. 2023)
- 1942: Tomasz Stańko, trompetist polonez (d. 2018)
- 1943: Luciano Onder, jurnalist, și de televiziune italian
- 1946: Matei Cazacu, scriitor român
- 1949: Leslie Voltaire, politician și arhitect haitian, președinte al Consiliului Prezidențial de Tranziție (octombrie 2024 - martie 2025)
- 1955: Mariana Buruiană, actriță română
- 1955: Maria Dragomiroiu, interpretă română de muzică populară
- 1959: Suzanne Vega, cântăreață americană
- 1963: Manuel Marrero Cruz, politician cubanez, prim-ministru al Cubei
- 1966: Șab Mami, cântăreț algerian
- 1970: Justin Chambers, actor american
- 1974: André Ooijer, fotbalist olandez
- 1975: Marriah Bridget Andersen, actriță de film americană și fotomodel
- 1978: Radu Potcoavă, regizor de film român
- 1979: Éric Abidal, fotbalist francez
- 1986: Yoann Gourcuff, fotbalist francez
- 1986: Jean-Christophe, Prinț Napoléon
- 1990: Caroline Wozniacki, jucătoare de tenis daneză, nr.1 mondial timp de 77 de săptămâni
- 1994: Caleb Ewan, ciclist australian
- 2005: Jovan Mijatović, fotbalist sârb

## Decese
- 0472: Anthemius, împărat roman (n. 420)
- 1183: Otto I de Wittelsbach, Duce de Bavaria (n. 1117)
- 1302: Robert al II-lea de Artois (n. 1250)
- 1593: Giuseppe Arcimboldo, pictor italian (n. 1527)
- 1766: Elisabeta de Parma, a doua soție a regelui Filip al V-lea al Spaniei (n. 1692)
- 1797: Ienăchiță Văcărescu, poet, istoric român (n. 1740)
- 1844: Evghenii Baratînski, poet rus (n. 1800)

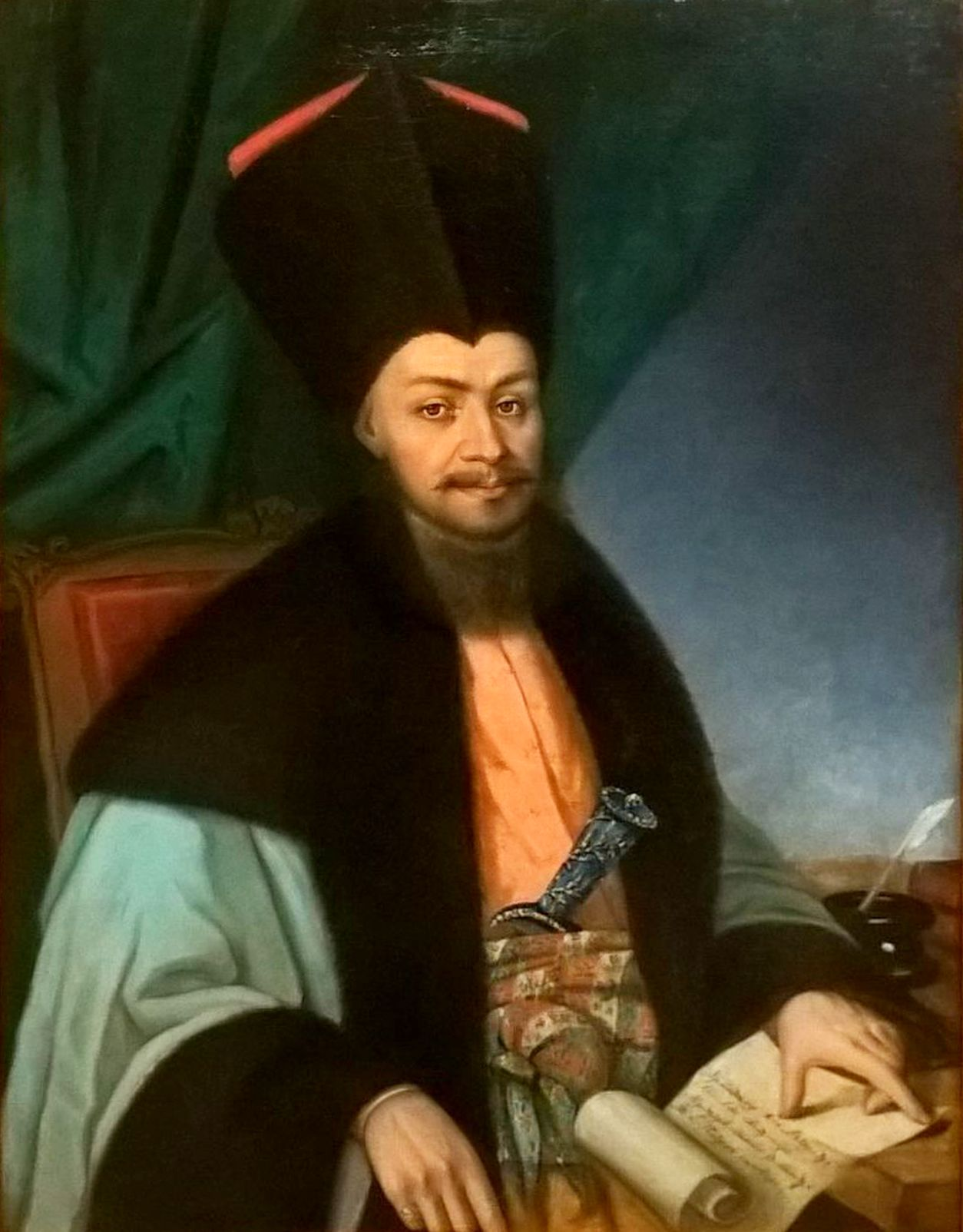
Ienăchiță Văcărescu, poet român
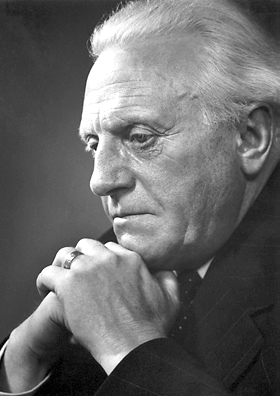
Pär Lagerkvist, scriitor suedez, laureat Nobel
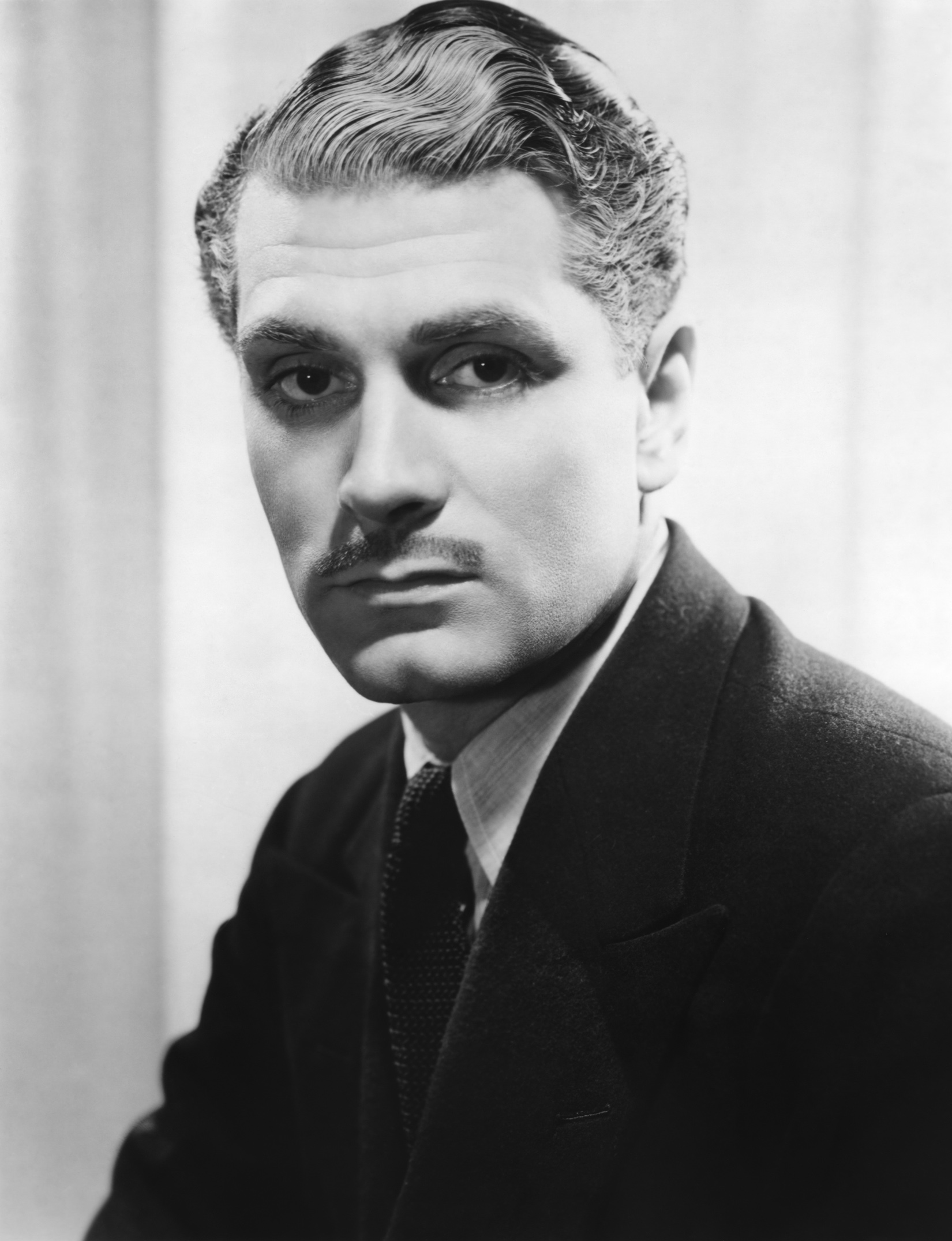
Sir Laurence Olivier, actor britanic

- 1887: Alphonse Colas, pictor francez (n. 1818)
- 1920: Împărăteasa Eugenia a Franței, soția lui Napoleon al III-lea (n. 1826)
- 1937: George Gershwin, compozitor, pianist și dirijor american (n. 1898)
- 1941: Theodor Davila, fotbalist român (n. 1888)
- 1952: Valeriu Traian Frențiu, episcop român unit, victimă a regimului comunist (n. 1875)
- 1954: Albert André, pictor francez (n. 1869)
- 1974: Pär Lagerkvist, scriitor suedez, laureat al Premiului Nobel (n. 1891)
- 1989: Sir Laurence Olivier, actor și regizor britanic (n. 1907)
- 1995: Mihai Botez, matematician și disident român (n. 1940)
- 2021: George Ciamba, diplomat român de carieră (n. 1966)
- 2023: Milan Kundera, scriitor francez de origine cehă (n. 1929)
- 2023: Ion Văduva, matematician și informatician român (n. 1936)
- 2024: Shelley Duvall, actriță americană (n. 1949)

## Sărbători
- Sărbători religioase
  - Sfânta Olga, regenta Rusiei Kieviene (calendar bizantin)
  - Sfântul Benedict, călugăr, patronul Europei (calendar latin)
- Sărbători naționale
  - Mongoliaː Ziua Victoriei Revoluției Populare (1921)
- Zile internaționale
  - Ziua Internațională a Populației Pământului